# Apocrypta acaeta
Apocrypta acaeta är en stekelart som beskrevs av Ulenberg 1985. Apocrypta acaeta ingår i släktet Apocrypta och familjen fikonsteklar. Inga underarter finns listade i Catalogue of Life.